# 済物浦駅
座標: 北緯37度28分0.42秒 東経126度39分24.48秒 / 北緯37.4667833度 東経126.6568000度
済物浦駅（チェムルポえき）は、大韓民国仁川広域市弥鄒忽区崇義洞にある、韓国鉄道公社（KORAIL）京仁線（首都圏電鉄1号線）の駅である。駅番号は「158」。仁川大学校済物浦キャンパス (인천대학교 제물포캠퍼스) という副駅名がある。

## 歴史
- 1957年11月1日 - 鉄道庁の崇義駅 (숭의역)として開業。
- 1959年7月 - 済物浦駅へ改称[1]。
- 1974年8月15日 - 首都圏電鉄1号線が運行開始。
- 2005年1月1日 - 鉄道庁が韓国鉄道公社に改組される。
- 2016年2月1日 - 急行電車の停車駅となる。

## 駅構造
島式ホーム2面4線の地上駅。橋上駅舎を持つ。

### のりば
| 番線 | 路線                         | 種別 | 行先                           |
| ---- | ---------------------------- | ---- | ------------------------------ |
| 1    | 京仁線 · （首都圏電鉄1号線） | 緩行 | 富川・九老・光云大・逍遥山方面 |
| 2    | 京仁線 · （首都圏電鉄1号線） | 急行 | 富川・九老・永登浦・龍山方面   |
| 3    | 京仁線 · （首都圏電鉄1号線） | 急行 | 東仁川行き                     |
| 4    | 京仁線 · （首都圏電鉄1号線） | 緩行 | 東仁川・仁川方面               |

## 利用状況
近年の1日平均利用人員推移は下記のとおりである。
| 路線   | 路線     | 2000年 | 2001年 | 2002年 | 2003年 | 2004年 | 2005年 | 2006年 | 2007年 | 2008年 | 2009年 | 出典  |
| ------ | -------- | ------ | ------ | ------ | ------ | ------ | ------ | ------ | ------ | ------ | ------ | ----- |
| 京仁線 | 乗車人員 | 18,053 | 18,226 | 16,230 | 15,434 | 11,302 | 11,267 | 10,056 | 10,120 | 9,978  | 9,175  | [ 2 ] |
| 京仁線 | 降車人員 | 14,195 | 16,712 | 17,735 | 14,310 | 10,800 | 10,760 | 10,510 | 9,846  | 9,600  | 8,813  | [ 2 ] |
| 路線   | 路線     | 2010年 | 2011年 | 2012年 | 2013年 | 2014年 | 2015年 | 2016年 | 2017年 | 2018年 | 2019年 | 出典  |
| 京仁線 | 乗車人員 | 8,237  | 8,660  | 8,496  | 8,377  | 8,243  | 8,089  | 9,823  | 11,115 | 11,424 | 11,526 | [ 2 ] |
| 京仁線 | 降車人員 | 7,857  | 8,194  | 7,979  | 7,852  | 7,650  | 7,538  | 9,309  | 10,434 | 10,776 | 10,871 | [ 2 ] |
| 路線   | 路線     | 2020年 | 2021年 | 2022年 |        |        |        |        |        |        |        |       |
| 京仁線 | 乗車人員 | 8,233  | 8,710  | 9,595  |        |        |        |        |        |        |        |       |
| 京仁線 | 降車人員 | 7,794  | 8,406  | 9,154  |        |        |        |        |        |        |        |       |

## 駅周辺
- 仁川大学校済物浦キャンパス
- 青雲大学校（朝鮮語版）仁川キャンパス
- 済物浦治安センター
- 崇義4洞住民センター
- 仁川崇義初等学校（朝鮮語版）
- 仁川南中学校（朝鮮語版）
- 南区庁
- 仁花女子中学校（朝鮮語版）
- 仁花女子高等学校
- 善仁中学校
- 善仁高等学校（朝鮮語版）
- 善花女子中学校
- 博文女子中学校
- 博文女子高等学校
- 仁川才能大学校（朝鮮語版）
- 壽鳳公園（朝鮮語版）
- 仁川弥鄒忽警察署
- 仁川広域市医療院（朝鮮語版）

## 隣の駅
韓国鉄道公社
 京仁線（首都圏電鉄1号線）
特急
通過
急行　
朱安駅 (156) - 済物浦駅 (158) - 東仁川駅 (160)
緩行
道禾駅 (157) - 済物浦駅 (158) - 桃源駅 (159)